# Doo Hoi Kem
Doo Hoi Kem Chinees: 杜凱琹 (Hongkong, 27 november 1996) is een Hongkongs professioneel tafeltennisster. Ze speelt rechtshandig, met de shakehandgreep. Doo is haar achternaam.
Zij vertegenwoordigde haar land op de Olympische Zomerspelen van 2016 en 2020 en won op laatstgenoemde brons met het team.

## Belangrijkste resultaten
- Brons met het team op de Olympische Zomerspelen 2020 in Tokio.
- Brons met het team op de wereldkampioenschappen 2024 in Busan.
- Brons op de gemengd dubbel op de wereldkampioenschappen 2023 in Durban met Wong Chun-ting.
- Brons met het team op de wereldkampioenschappen 2018 in Halmstad.
- Brons op de gemengd dubbel op de wereldkampioenschappen 2017 in Düsseldorf met Wong Chun-ting.
- Brons op de gemengd dubbel op de wereldkampioenschappen 2015 in Suzhou met Wong Chun-ting.